# Parc national de Kiang Ouest
Le parc national de Kiang Ouest est l'une des plus grandes et des plus importantes réserves animales de Gambie,. Il est déclaré parc national en 1987 et est géré par le Gambia Department of Parks and Wildlife Management.

## Géographie
Le parc couvre une superficie de 11 526 hectares et est situé sur la rive sud du fleuve Gambie dans la division de Lower Rivir du district de Kiang West.
Les bâtiments administratifs du parc sont situées dans le village de Dumbuto, à 145 kilomètres de la capitale gambienne Banjul et 100 kilomètres de la côte gambienne. Le fleuve Gambie marque la limite nord du parc. Trois bolons (ruisseaux) - le Jarin, Jali et Nganingkoi - divisent l'intérieur du parc en trois sections. Le parc est inhabité, avec des villages situés à proximité de ses frontières.
La majeure partie du parc est située sur un plateau de basse altitude et est principalement constituée de savane guinéenne et de forêts sèches de plantes décidues (ou plantes à feuilles caduques), ainsi que de vasières et de criques de mangrove.

## Flore
Les types de végétation dans le parc comprennent la savane guinéenne et la forêt sèche à feuilles caduques.
Les espèces d'arbres du parc comprennent le baobab (Adansonia digitata), l'acacia rouge (Acacia seyal), le Pterocarpus erinaceus, le Ceiba pentandra, le Terminalia macroptera, le Prosopis africana et les espèces de Ficus. Les graminées du parc comprennent l'Andropogon,.

## Faune

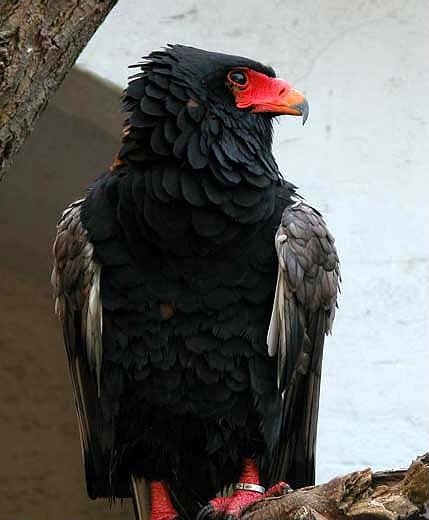
Le bateleur des savanes est le symbole officiel du parc.

Le parc est une zone importante pour la faune gambienne, car des individus de la plupart de ses espèces de mammifères restantes s'y trouvent. Ces mammifères comprennent la loutre à joues blanches (Aonyx capensis), le guib harnaché (Tragelaphus scriptus), le caracal (Caracal caracal), le céphalophe de Grimm (Sylvicapra grimmia), le léopard (Panthera pardus pardus), la mangouste des marais (Atilax paludinosus), le serval (Leptailurus serval), le sitatunga (Tragelaphus spekii), la hyène tachetée (Crocuta crocuta), et le phacochère (Phacochoerus africanus). Des lamantins d'Afrique de l'Ouest (Trichechus sengalensis) et des dauphins à bosse sont parfois observés dans le bolon de Jarin.
Les espèces de reptiles du parc comprennent le python africain (Python sebae), la tortue de Bell (Kinixys belliana nogueyi), le crocodile d'Afrique de l'Ouest (Crocodylus suchus), le varan du Nil (Varanus niloticus), la vipère (Bitis arietans), le python royal (Python regius), et le cobra cracheur (Naja nigricollis).
Le parc compte plus de 300 espèces d'oiseaux, soit plus de la moitié de toutes les espèces d'oiseaux enregistrées en Gambie. Certaines des espèces d'oiseaux du parc ont une distribution très locale et sont rarement observées dans d'autres endroits de la Gambie. On compte 21 oiseaux de proie, y compris des espèces d'aigle, de faucon, de busard, de faucon et de vautour. Il y a un assez grand nombre d'oiseaux de proie dans le parc pendant la saison sèche. D'autres espèces d'oiseaux dans le parc comprennent dix espèces de martin-pêcheur, le calao terrestre et le perroquet à cou brun (Poicephalus robustus fuscicollis), qui se reproduit dans les mangroves du parc. D'autres espèces d'oiseaux comprennent le traquet front blanc (Myrmecocichla albifrons), la cisticole de Dorst (Cisticola guinea), la courvite de Burchell (Cursorius rufus), le bruant à ventre jaune (Emberiza affinis) et le bruant à calotte marron (Plocepasser superciliosus), qui ont des distributions restreintes en Gambie. Le bateleur des savanes (Terathopius ecaudatus), une espèce d'aigle à queue courte qui est le symbole officiel du parc. Il y chasse les gangas et les pigeons, et y est le plus souvent observé de juillet à septembre.

## Conservation et tourisme

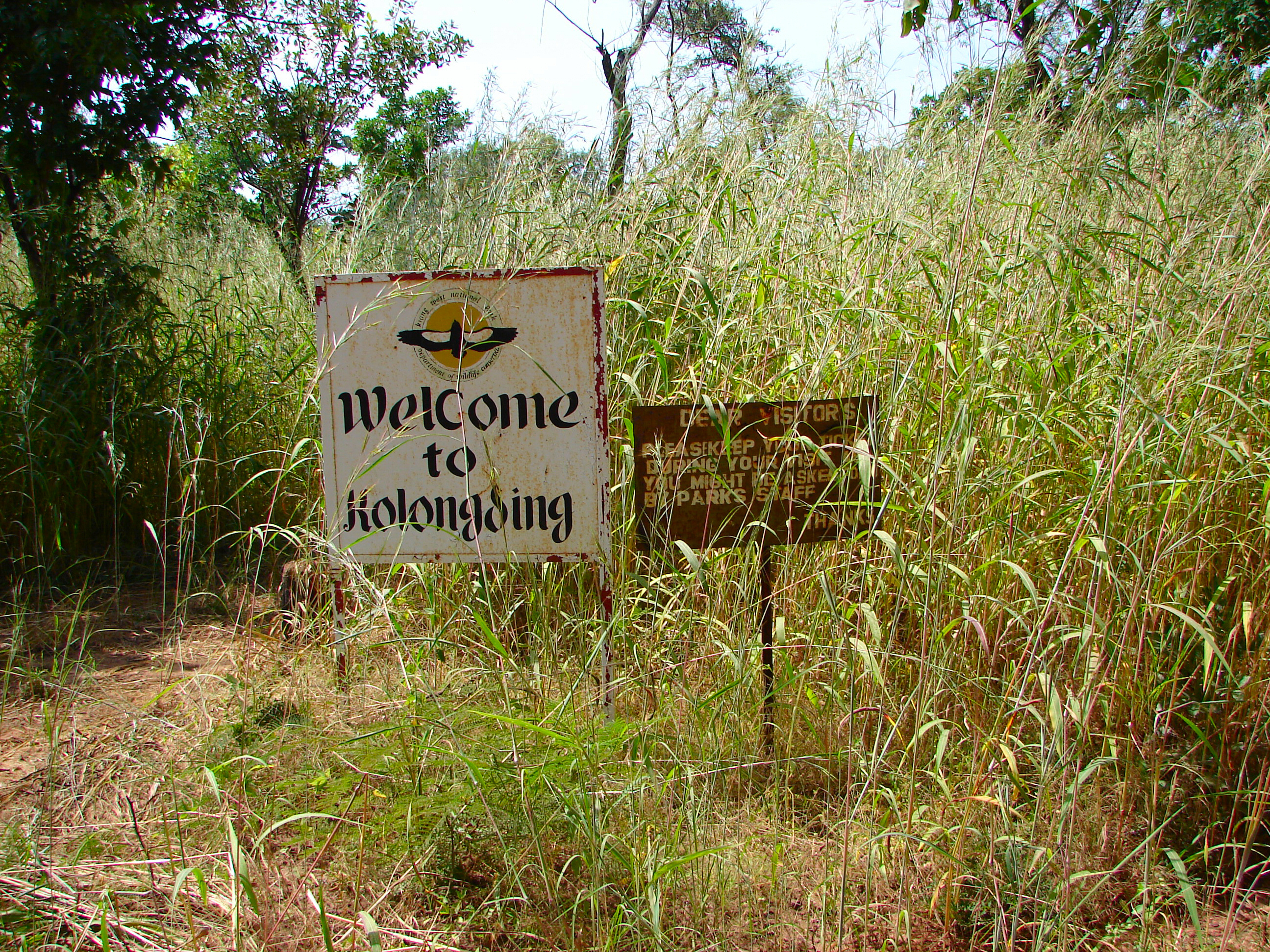
Entrée du parc.

Les populations locales sont autorisées à ramasser une petite quantité de bois de chauffage et de produits forestiers, ainsi qu'à cultiver du riz dans les limites du parc.
Les incendies de forêt annuels affectent gravement le parc. En 2001, un grand incendie brûle dans toute la longueur du parc pendant deux jours.
Le parc reçoit peu de touristes, notamment de novembre à janvier. Le siège du parc et les bungalows touristiques sont situés à Dumbutu.
Tendaba Camp, dans le village de Tendaba, est ouvert depuis les années 1970 et est la base la plus établie pour les excursions dans le parc national. Les chalets de ce camp accueillent également les touristes. Toutefois, le réseau routier du parc est sous-développé.
Tubabkollon Point, situé près d'une plage de sable au bord du fleuve Gambie au nord-est du parc, est un bon endroit pour observer la faune. Le parc est de plus en plus connu comme un endroit privilégié pour l'observation des oiseaux.